# George Tyrrell

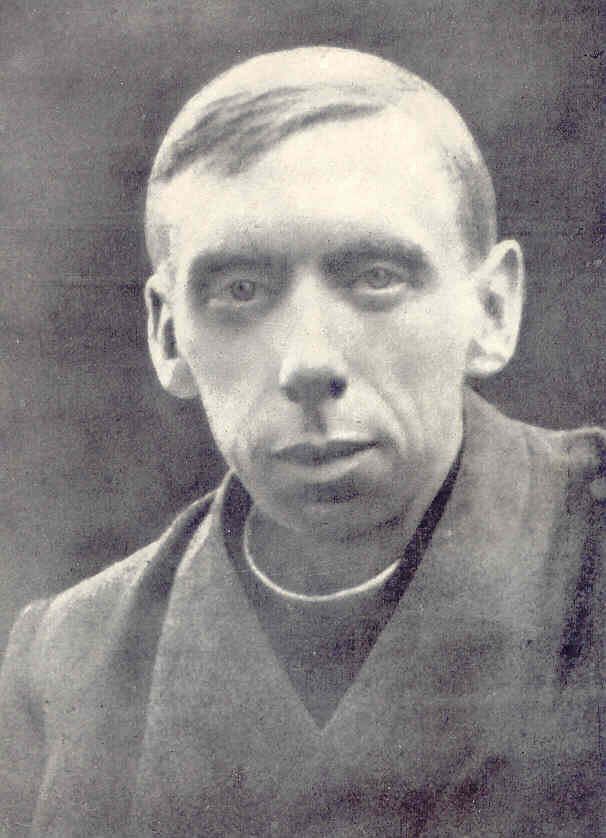
George Tyrrell

George Tyrrell S.J. (* 6. Februar 1861 in Dublin, Irland; † 15. Juli 1909 in Storrington, Sussex) war ein römisch-katholischer Priester und Theologe. Er gilt als eine der Schlüsselfiguren des Modernismus.

## Biographie
George Tyrrell wuchs in einer anglikanischen Familie auf. 1879 konvertierte er zur römisch-katholischen Kirche und trat 1880 in Italien den Jesuiten bei. 1891 wurde er zum Priester geweiht. Er war ein aufmerksamer Seelsorger und ein vielgefragter Prediger, Geistlicher Begleiter und Exerzitienmeister.
Mit der Art, wie er das Dogma auslegte, traf Tyrell in seinem Orden auf Widerspruch. Er wurde zu Widerruf aufgerufen – was er ablehnte. Daraufhin wurde er 1906 von den Jesuiten ausgeschlossen und „a divinis“ suspendiert. Am 22. Oktober 1907 wurde er wegen seiner öffentlichen Kritik an der Enzyklika Pascendi Papst Pius’ X. exkommuniziert. Er stand in Kontakt zu dem vagierenden Bischof Arnold Mathew und wandte sich an den christkatholischen Bischof Eduard Herzog in Bern: „I need not say that I am a Modernist, i.e. that I believe that Catholicism can and must assimilate all that is best in the scientific and democratic tendencies of the age.“ Tyrrell begründete, aus welchen kirchenpolitischen Gründen er dennoch nicht willens war, sich von der päpstlichen Autorität zu lösen. Auf dem Sterbebett erhielt er 1909 zwar sub conditione (bedingungsweise) die Sterbesakramente. Doch Bischof Peter Amigo von Southwark verweigerte ihm in Absprache mit Kardinalstaatssekretär Rafael Merry del Val, Tyrrells Hauptgegner an der römischen Kurie, ein kirchliches Begräbnis, weil er keinen formellen Widerruf geleistet hatte. Sein Freund Henri Bremond, der bei der Beerdigung ohne liturgische Kleidung assistierte, wurde dafür zeitweise von seinem Priesteramt suspendiert.

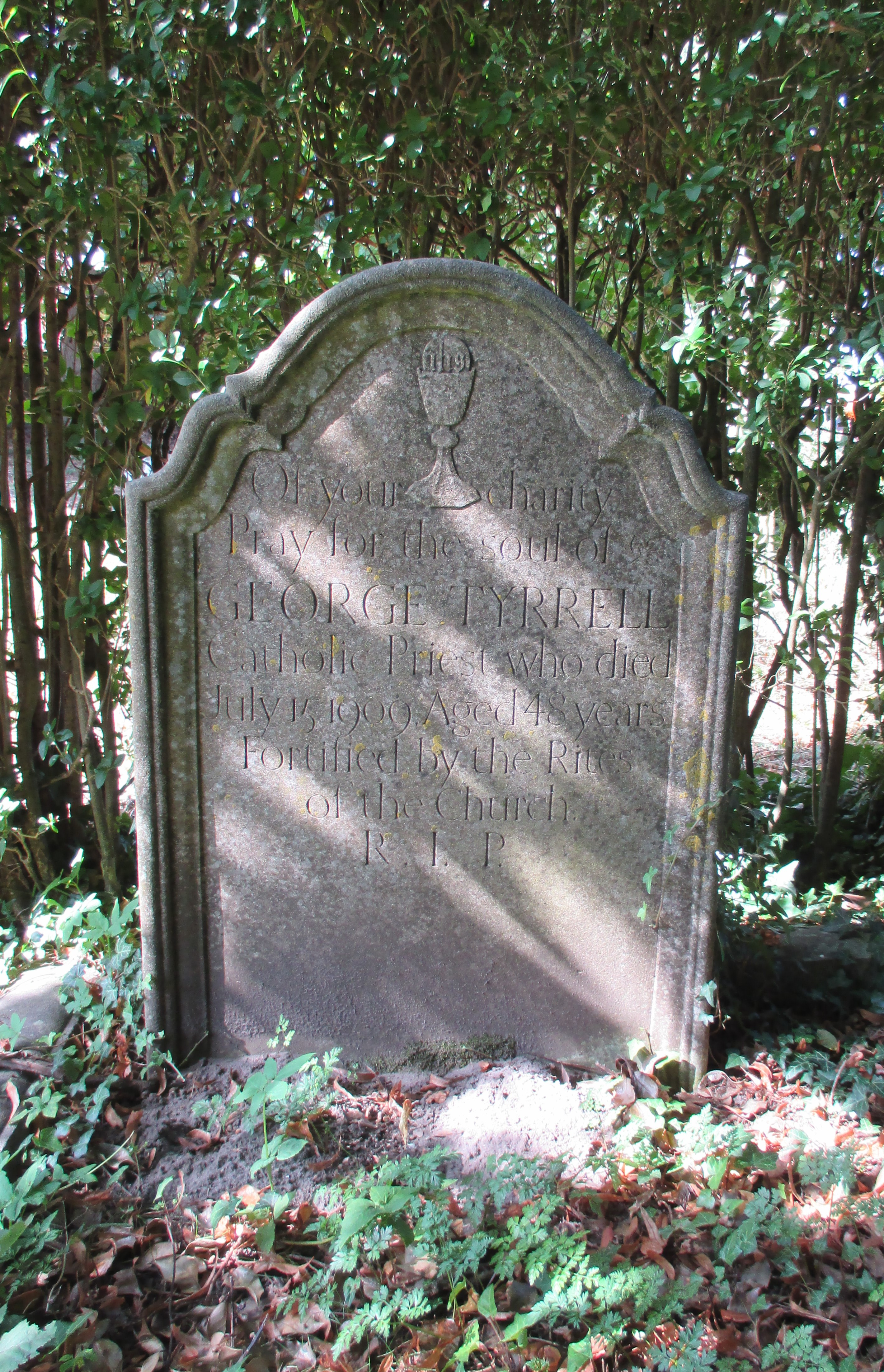
Der Grabstein von George Tyrrell

Tyrrell war ursprünglich durch die Neuscholastik geprägt. Deren Fragwürdigkeit wurde ihm bei seiner Tätigkeit als geistlicher Begleiter und Elitenseelsorger in der Londoner Jesuitenniederlassung in der Farm Street deutlich. Eine prägende Erfahrung war die Lektüre der Schriften von John Henry Newman. Hinzu kam die Auseinandersetzung mit der neueren deutschen historisch-kritischen Exegese, die ihm der „Laienbischof der Modernisten“ Friedrich von Hügel nahebrachte, stellte Tyrrell nun die religiöse Erfahrung der einzelnen Gläubigen in den Mittelpunkt seiner Theologie. Angesichts der von ihm selbst schmerzlich erfahrenen Auflösung der traditionellen Vorstellungen von der Offenbarungsgeschichte betonte Tyrrell den zweitrangigen Charakter dogmatischer Festlegungen im neuscholastischen Stil: Die Heiligen waren für ihn die eigentlichen Glaubensexperten. Die Glaubensnormen der Theologen konnten zwar nützlich sein, bargen aber in sich die Gefahr der Absolutierung. Aus der Gegenwart Gottes in den Gläubigen ergaben sich für Tyrrell auch Konsequenzen für das Verständnis der Kirche: Wenn Gott kein transzendent Abwesender war, der seine Botschaft über die kirchliche Hierarchie quasi telegraphisch übermitteln ließ, dann musste dies auch die Rolle der Laien in der Kirche verändern. Die Kirche war für Tyrrell aber nach wie vor mehr als die Summe der einzelnen Gläubigen, nämlich ein „Mysterium“: die sakramentale Vergegenwärtigung Christi durch die Zeiten.
Für diese Lehren wurde er im Oktober 1907 exkommuniziert.

## Nachleben
Das Zweite Vatikanische Konzil nahm einige der Anstöße der Anthropologie und der Ekklesiologie Tyrrells auf. Der irische Kirchenhistoriker Oliver Rafferty SJ nannte Tyrrell einen der bemerkenswertesten Jesuiten, den die englische Ordensprovinz je hervorgebracht hat.

## Zitate
George Tyrrell: Wir unterscheiden uns nicht in dem einen oder anderen Artikel des Credos: wir akzeptieren alles; wir unterscheiden uns wegen des Wortes „credo“, wegen des Wortes „wahr“, das dem Dogma zugelegt wird; die gesamte Bedeutung der Offenbarung steht auf dem Spiel. Brief an Friedrich von Hügel vom 30. September 1904; zitiert nach Marie-Dominique Chenu: Le Saulchoir. Eine Schule der Theologie, Berlin 2003, S. 88.
George Tyrrell: Die Christenheit sieht in Jesus den göttlichen Geist, der sich in menschlicher Form offenbart; sie sieht in ihm die Offenbarung Gottes, nicht den Übermittler von Ideen und Lehren. Gott selbst teilt vielmehr in Jesus sich, seinen Geist und sein persönliches Leben der Seele mit durch die sakramentale Gestalt des Evangeliums und der Kirche. Er verwirklicht durch sein persönliches Innewohnen die Erlösung der Seele, ihre Vereinigung mit Gott, ihr ewiges Lebens.

## Schriften
- Hard Sayings: A Selection of Meditations and Studies. Longmans, Green, and Co., London 1898.
- External Religion: Its Use and Abuse. Sands, London 1899.
- Lex orandi: or, Prayer & Creed. Longmans, Green, and Co., London 1903.
- Lex credendi: A Sequel to Lex orandi. Longmans, Green, and Co., London 1906.
- Through Scylla and Charybdis: or, The Old Theology and the New. Longmans, Green, and Co., London 1907.
  - deutsch: Zwischen Scylla und Charybdis. Gesammelte Aufsätze. Herausgegeben und ins Deutsche übersetzt von Emil Wolff. Diederichs, Jena 1909.
- Medievalism: A Reply to Cardinal Mercier. Longmans, Green, and Co., London 1908.
- The Church and the Future. Priory Press, London 1910.